# Lella Lombardi
Maria Grazia „Lella” Lombardi (n. 26 martie 1941, Frugarolo, Piemont, Italia – d. 3 martie 1992, Milano, Italia) a fost un pilot de curse din Italia, participantă în 17 Grand Prixuri de Formula 1, una dintre cele două femei care au obținut calificarea într-o cursă de Formula 1 și singura femeie care a încheiat în puncte o cursă de Formula 1. A câștigat jumătate de punct în Marele Premiu al Spaniei din 1975 după clasarea pe locul 6 din 25 de piloți aflați la start.